# Yohan Choupas
Yohan Choupas, né le 11 mars 2000, à Paris, est un joueur professionnel de Basket-ball français.
Il évolue au poste d'arrière.

## Biographie
Il signe le 29 mai 2024 à Chalon-sur-Saône,.